# Cap de Màlea
El Cap de Màlea (en grec antic Μαλέα) era un cap de Lacònia, modernament anomenat Maliá i Maléas, que és el segon mes al sud de Grècia després del Cap de Tènaron (Taenarum), i és el més oriental dels tres caps del Peloponès. Separa el Golf de Lacònia del mar Egeu.